# Forcipomyia crepidinis
Forcipomyia crepidinis är en tvåvingeart som beskrevs av Debenham 1987. Forcipomyia crepidinis ingår i släktet Forcipomyia och familjen svidknott. Inga underarter finns listade i Catalogue of Life.